# اورماس کالیند
اورماس کالیند (استونیایی: Urmas Kaljend؛ زادهٔ ۲۴ ژوئیهٔ ۱۹۶۴) بازیکن فوتبال اهل استونی بود.
از باشگاه‌هایی که در آن بازی کرده‌است می‌توان به باشگاه فوتبال نورما تالین و باشگاه فوتبال تی‌وی‌ام‌کی اشاره کرد.
وی همچنین در تیم ملی فوتبال استونی بازی کرده‌است.